# Giampietro Zanotti
Giampietro Zanotti Cavazzoni (Parigi, 3 ottobre 1674 – Bologna, 28 settembre 1765) è stato un pittore, storico dell'arte e poeta italiano.

## Biografia
Studiò pittura a Bologna con Lorenzo Pasinelli. Nel primo decennio del XVIII secolo fu uno dei membri fondatori dell'accademia degli artisti a Bologna, nota come Accademia Clementina.
Scrisse molte opera, comprese poesie. Tra i suoi scritti una guida per i giovani pittori: Avvertimenti per l'incamminamento di un giovane alla pittura. È anche autore di una biografia sul suo amico e pittore Giovan Gioseffo Dal Sole. Il fratello Francesco Maria, fu un filosofo. Il figlio Eustachio Zanotti fu un noto astronomo e matematico (1709–1782). Tra i suoi allievi ci fu Ercole Lelli, noto per i suoi studi anatomici in cera.

## Pubblicazioni
- Giampietro Zanotti, Storia dell'Accademia Clementina di Bologna Aggregata all'Instituto delle Scienze e dell'Arti Volume One containing first and second book, Lelio dalla Volpe, Bologna, 1739.
- Giampietro Zanotti, Storia dell'Accademia Clementian di Bologna Aggregata all'Instituto delle Scienze e dell'Arti Volume Two containing first and second book, Lelio dalla Volpe, Bologna, 1739.
- Giampietro Zanotti, Didone, Tragedia, Constantino Pisarri, Bologna, 1718.
- Giampietro Zanotti, L'Ignorante Presuntuoso, Commedia, Marchionis Salsae, Bologna, 1743.
- Giampietro Zanotti, Alcune Operette, Tipografia Alvisopole, Venice, 1830.